# Campeonato Mundial de Piragüismo en Aguas Tranquilas de 2009
El XXXVII Campeonato Mundial de Piragüismo en Aguas Tranquilas se celebró en Dartmouth (Canadá) entre el 12 de agosto y el 16 de agosto de 2009 bajo la organización de la Federación Internacional de Piragüismo (ICF) y la Federación Canadiense de Piragüismo.
Un total de 70 países tomaron parte en el evento, que otorgó medallas en 27 especialidades (18 masculinas y 9 femeninas). Las competiciones se realizaron en el canal de piragüismo acondicionado en el lago Banook, al este de la ciudad canadiense.

## Medallistas

### Masculino
| Evento               | Oro | Plata                                                                                     | Bronce                                                                                       |
| -------------------- | --- | ----------------------------------------------------------------------------------------- | -------------------------------------------------------------------------------------------- |
| K1 200 m (16.08)     | Ronald Rauhe · Alemania · 35,134 s                                                                           | Oleg Jarytonov · Ucrania · 35,650 s                                                       | Artiom Kononiuk · Rusia · 35,696 s                                                           |
| K2 200 m (16.08)     | Vadzim Majneu · Raman Piatrushenka · Bielorrusia · 32,299                                                    | Saúl Craviotto Rivero · Carlos Pérez Rial · España · 32,231                               | Andrew Willows · Richard Dober · Canadá · 32,653                                             |
| K4 200 m (16.08)     | Taras Valko · Dziamian Turchyn · Vadzim Majneu · Raman Piatrushenka · Bielorrusia · 30,412                   | Juraj Tarr · Erik Vlček · Richard Riszdorfer · Michal Riszdorfer · Eslovaquia · 30,525    | Alexandr Diachenko · Serguei Jovanski · Stefan Shevchuk · Roman Zarubin · Rusia · 30,608     |
| K1 500 m (16.08)     | Ronald Rauhe · Alemania · 1:37,605                                                                           | Anders Gustafsson · Suecia · 1:37,679                                                     | Kenneth Wallace Australia 1:38,225                                                           |
| K2 500 m (16.08)     | Vadzim Majneu · Raman Piatrushenka · Bielorrusia · 1:29,408                                                  | Zoltán Kammerer · Gábor Kucsera · Hungría · 1:29,695                                      | Hendrik Bertz · Marcus Groß · Alemania · 1:30,372                                            |
| K1 1000 m (15.08)    | Max Hoff · Alemania · 3:29,425                                                                               | Anders Gustafsson · Suecia · 3:30,976                                                     | Adam van Koeverden · Canadá · 3:31,285                                                       |
| K2 1000 m (15.08)    | Emilio Merchán Alonso · Diego Cosgaya Noriega · España · 3:14,610                                            | David Smith Luke Morrison Australia 3:15,809                                              | Reinier Torres · Carlos Montalvo García · Cuba · 3:16,071                                    |
| K4 1000 m (15.08)    | Aliaxei Abalmasau · Artur Litvinchuk · Vadzim Majneu · Raman Piatrushenka · Bielorrusia · 2:57,437           | Guillaume Burger Vincent Lecrubier Philippe Colin Sébastien Jouve Francia 2:58,022        | Juraj Tarr · Erik Vlček · Richard Riszdorfer · Michal Riszdorfer · Eslovaquia · 2:58,593     |
| K1 4 × 200 m (16.08) | Francisco Llera Blanco · Saúl Craviotto Rivero · Carlos Pérez Rial · Ekaitz Saies · España · 2:27,422        | Norman Bröckl · Jonas Ems · Torsten Lubisch · Ronald Rauhe · Alemania · 2:28,530          | Guillaume Burger Arnaud Hybois Sébastien Jouve Jean Baptiste Lutz Francia 2:29,614           |
| C1 200 m (16.08)     | Valentin Demianenko Azerbaiyán 39,048                                                                        | Nikolai Lipkin · Rusia · 39,234                                                           | Jevgenij Šuklin · Lituania · 39,978                                                          |
| C2 200 m (16.08)     | Tomas Gadeikis · Raimundas Labuckas · Lituania · 36,433                                                      | Yevgueni Ignatov · Ivan Shtyl · Rusia · 36,753                                            | Stefan Holtz · Robert Nuck · Alemania · 37,085                                               |
| C4 200 m (16.08)     | Aliaxandr Bahdanovich · Dzmitri Rabchanka · Aliaxandr Vauchetski · Andrei Bahdanovich · Bielorrusia · 34,147 | Alexandr Kostoglod · Nikolai Lipkin · Viktor Melantiev · Serguei Uleguin · Rusia · 34,499 | Attila Bozsik · László Foltán · Gábor Horváth · Gergő Németh · Hungría · 35,235              |
| C1 500 m (16.08)     | Dzianis Harazha · Bielorrusia · 1:49,723                                                                     | Nikolai Lipkin · Rusia · 1:49,750                                                         | Mathieu Goubel Francia 1:50,714                                                              |
| C2 500 m (16.08)     | Stefan Holtz · Robert Nuck · Alemania · 1:41,310                                                             | Yevgueni Ignatov · Ivan Shtyl · Rusia · 1:41,782                                          | Sergey Bezuqlıy Maksim Prokopenko Azerbaiyán 1:42,660                                        |
| C1 1000 m (15.08)    | Vadim Menkov Uzbekistán 3:55,947                                                                             | Mathieu Goubel Francia 3:56,047                                                           | Sebastian Brendel · Alemania · 4:00,215                                                      |
| C2 1000 m (15.08)    | Tomasz Wylenzek · Erik Leue · Alemania · 3:37,380                                                            | Sergey Bezuqlıy Maksim Prokopenko Azerbaiyán 3:37,462                                     | Nikolai Lipkin · Viktor Melantiev · Rusia · 3:38,758                                         |
| C4 1000 m (15.08)    | Dzianis Harazha · Dzmitri Rabchanka · Dzmitri Vaitsishkin · Aliaxandr Vauchetski · Bielorrusia · 3:21,595    | Chris Wend · Thomas Lück · Erik Rebstock · Ronald Verch · Alemania · 3:22,141             | Cătălin Costache · Silviu Simioncencu · Iosif Chirilă · Andrei Cuculici · Rumania · 3:23,733 |
| C1 4 × 200 m (16.08) | Yevgueni Ignatov · Nikolai Lipkin · Viktor Melantiev · Ivan Shtyl · Rusia · 2:49,838                         | Attila Bozsik · László Foltán · Gábor Horváth · Attila Vajda · Hungría · 2:51,977         | Mathieu Goubel Thomas Simart William Tchamba Bertrand Hémonic Francia 2:52,455               |

### Femenino
| Evento               | Oro                                                                                            | Plata                                                                                             | Bronce |
| -------------------- | ---------------------------------------------------------------------------------------------- | ------------------------------------------------------------------------------------------------- | --- |
| K1 200 m (16.08)     | Natasa Janics · Hungría · 40,866 s                                                             | Marta Walczykiewicz · Polonia · 41,209 s                                                          | Anne-Laure Viard Francia 41,357 s                                                                          |
| K2 200 m (16.08)     | Natasa Janics · Katalin Kovács · Hungría · 37,508                                              | Fanny Fischer · Nicole Reinhardt · Alemania · 37,682                                              | Ivana Kmeťová · Martina Kohlová · Eslovaquia · 37,774                                                      |
| K4 200 m (16.08)     | Carolin Leonhardt · Conny Waßmuth · Katrin Wagner-Augustin · Tina Dietze · Alemania · 35,049   | Krisztina Fazekas · Natasa Janics · Katalin Kovács · Tímea Paksy · Hungría · 35,075               | Beatriz Gomes Helena Rodrigues Teresa Portela Joana Sousa Portugal 35,657                                  |
| K1 500 m (16.08)     | Katalin Kovács · Hungría · 1:51,149                                                            | Katrin Wagner-Augustin · Alemania · 1:51,633                                                      | Josefa Idem · Italia · 1:51,860                                                                            |
| K2 500 m (.08)       | Danuta Kozák · Gabriella Szabó · Hungría · 1:41,144                                            | Fanny Fischer · Nicole Reinhardt · Alemania · 1:42,023                                            | Josefin Nordlöw · Sofia Paldanius · Suecia · 1:42,276                                                      |
| K4 500 m (15.08)     | Dalma Benedek · Danuta Kozák · Natasa Janics · Katalin Kovács · Hungría · 1:33,090             | Katrin Wagner-Augustin · Tina Dietze · Carolin Leonhardt · Nicole Reinhardt · Alemania · 1:33,094 | Beatriz Manchón Portillo · María Teresa Portela · Jana Šmidáková · Sonia Molanes Costa · España · 1:34,973 |
| K1 1000 m (15.08)    | Katalin Kovács · Hungría · 3:59,846                                                            | Franziska Weber · Alemania · 4:00,429                                                             | Bridgitte Hartley Sudáfrica 4:00,966                                                                       |
| K2 1000 m (15.08)    | Małgorzata Chojnacka · Beata Mikołajczyk · Polonia · 3:40,425                                  | Tina Dietze · Carolin Leonhardt · Alemania · 3:40,502                                             | Dalma Benedek · Erika Medveczky · Hungría · 3:43,020                                                       |
| K1 4 × 200 m (16.08) | Fanny Fischer · Nicole Reinhardt · Katrin Wagner-Augustin · Conny Waßmuth · Alemania · 2:50,08 | Zomilla Hegyi · Krisztina Fazekas · Natasa Janics · Tímea Paksy · Hungría · 2:51,756              | Kia Byers · Émilie Fournel · Geneviève Orton · Karen Furneaux · Canadá · 2:54,638                          |

## Medallero
| Núm. | País        | Oro | Plata | Bronce | Total |
| ---- | ----------- | --- | ----- | ------ | ----- |
| 1    | Alemania    | 7   | 8     | 2      | 17    |
| 2    | Bielorrusia | 7   | 0     | 0      | 7     |
| 3    | Hungría     | 6   | 3     | 3      | 12    |
| 4    | España      | 2   | 1     | 1      | 4     |
| 5    | Rusia       | 1   | 6     | 3      | 10    |
| 6    | Azerbaiyán  | 1   | 1     | 1      | 3     |
| 7    | Polonia     | 1   | 1     | 0      | 2     |
| 8    | Lituania    | 1   | 0     | 1      | 2     |
| 9    | Uzbekistán  | 1   | 0     | 0      | 1     |
| 10   | Francia     | 0   | 2     | 4      | 6     |
| 11   | Suecia      | 0   | 2     | 1      | 3     |
| 12   | Eslovaquia  | 0   | 1     | 2      | 3     |
| 13   | Australia   | 0   | 1     | 1      | 2     |
| 14   | Ucrania     | 0   | 1     | 0      | 1     |
| 15   | Canadá      | 0   | 0     | 3      | 3     |
| 16   | Cuba        | 0   | 0     | 1      | 1     |
| 16   | Italia      | 0   | 0     | 1      | 1     |
| 16   | Portugal    | 0   | 0     | 1      | 1     |
| 16   | Rumania     | 0   | 0     | 1      | 1     |
| 16   | Sudáfrica   | 0   | 0     | 1      | 1     |
|      | TOTAL       | 27  | 27    | 27     | 81    |